# Chilo chiriquitensis
Chilo chiriquitensis là một loài bướm đêm trong họ Crambidae.